# Cyphostemma villosicaule
Cyphostemma villosicaule är en vinväxtart som beskrevs av B. Verdcourt. Cyphostemma villosicaule ingår i släktet Cyphostemma och familjen vinväxter. Inga underarter finns listade i Catalogue of Life.